# アーミッシュ
アーミッシュ（英語: Amish、ドイツ語: Amische）は、アメリカ合衆国のペンシルベニア州や中西部、カナダのオンタリオ州などに居住するドイツ系移民（ペンシルベニア・ダッチも含まれる）の宗教集団である。アメリカのキリスト教者共同体であり、
移民当時の生活様式を保持し、農耕や牧畜によって自給自足生活をしていることで知られる。原郷はスイス、アルザス、シュワーベンなど。2020年時点での推定人口は約35万人とされている。

## 歴史

### 発祥
アーミッシュとメノナイトはルーテル派（ルター派）とツヴィングリ派の新教再組織から分かれてスイスのチューリッヒで生まれた一派で、宗教的迫害を受けたのちにドイツ南西部やフランスのアルザス地方に移住した。キリスト教と共同体に忠実である厳格な規則のある派で、創始者のメノ・シモンズの名前をとってメノナイトと呼ばれた。そのメノナイトの一員であったヤコブ・アマンは、教会の純粋さを保つために、ほかのグループから離れて暮らすことを考え、更に保守的な一派を作った。アーミッシュという呼称は彼の名に由来する。ライフスタイルは少し違うが、メノナイトもアーミッシュも基本的信条は同じで、ひとくくりにアーミッシュと呼ばれている。

## 教義

### 規律
アーミッシュには「オルドゥヌング」という戒律があり、原則として快楽を感じることは禁止される。なお、オルドゥヌングは各地のコミュニティーごとに合議によって定められるので各地で差異がある
。
以下のような規則を破った場合、懺悔や奉仕活動の対象となる。改善が見られない場合はアーミッシュを追放され、家族から絶縁される。
- 屋根付きの馬車は大人にならないと使えない。子供、青年には許されていない。
- 交通手段は馬車（バギー）を用いる。これはアーミッシュの唯一の交通手段である[6]。（自動車の行き交う道をこれで走るために交通事故が多い）。
- アーミッシュの家庭においては、家族のいずれかがアーミッシュから離脱した場合、たとえ親兄弟の仲でも絶縁され、互いの交流が疎遠になる。
- 怒ってはいけない。
- 喧嘩をしてはいけない。
- 読書をしてはいけない（聖書と、聖書を学ぶための参考書のみ許可される）。
- 賛美歌以外の音楽を聴いてはいけない。
- 避雷針を立ててはいけない（雷は神の怒りであり、それを避けることは神への反抗と見なされるため）。
- 義務教育以上の高等教育を受けてはいけない（大学への進学など）[7][註釈 5]。
- 化粧をしてはいけない[7]。
- 派手な服を着てはいけない。
- 保険に加入してはいけない（予定説に反するから）。
- 離婚してはいけない。
- 男性は口ひげを生やしてはいけない（歴史的に口ひげは男性の魅力の象徴とされることがあったため）。ただし、顎ひげや頬ひげは許される。

## 信仰
政治的には、「神が正しい人物を大統領に選ぶ」との信条から積極的に有権者として関わることはなかった。しかし、2004年アメリカ合衆国大統領選挙では激戦州となったペンシルベニア州やオハイオ州のアーミッシュに共和党が宗教的紐帯を根拠とし支持を広げたという。
彼らは専用の教会をその集落に持たず、普通の家に持ち回りで集い神に祈る。これは教会が宗教を核とした権威の場となることを嫌って純粋な宗教儀式のみに徹するためである。学校教育はすべてコミュニティ内だけで行われ、教育期間は8年間である。1972年に連邦最高裁において独自学校と教育をすることが許可された。教師はそのコミュニティで育った未婚女性が担当する。教育期間が8年間だけなのは、それ以上の教育を受けると知識が先行し、謙虚さを失い、神への感謝を失うからだとされる。教育内容はペンシルベニアドイツ語と英語と算数のみである。

## 生活
アーミッシュは移民当時の生活様式を守るため電気を使用せず、現代の一般的な通信機器（電話など）も家庭内にはない。原則として現代の技術による機器を生活に導入することを拒み、近代以前と同様の生活様式を基本に農耕や牧畜を行い、自給自足の生活を営んでいる。自分たちの信仰生活に反すると判断した新しい技術・製品・考え方は拒否するのである。一部では観光客向け商品の販売などが行われている（アーミッシュの周辺に住む一般人が、アーミッシュのキルトや蜂蜜などを販売したり、アーミッシュのバギーを用いて観光客を有料で乗せたりする例もある）。
基本的に大家族主義であり、ひとつのコミュニティは深く互助的な関係で結ばれている。新しい家を建てるときには親戚・隣近所が集まって取り組む。服装は極めて質素。子供は多少色のあるものを着るが、成人は決められた色のものしか着ない。洗濯物を見ればその家の住人がアーミッシュかどうかわかる。
アーミッシュの日常生活では近代以前の伝統的な技術しか使わない。そのため、自動車は運転しない。商用電源は使用せず、わずかに、風車、水車によって蓄電池に充電した電気を利用する程度である。移動手段はもっぱら馬車によっているものの、ウィンカーをつけることが法規上義務付けられているため、充電した蓄電池を利用しているとされる。遠距離の移動に関しては運転手の送迎による自動車の使用が認められている。また南米のコミュニティでは新天地への開拓など数千キロメートルに渡る移動に関しては陸上移動が出来ない為飛行機や船舶も利用されている。
アーミッシュは現代文明を完全に否定しているわけではなく、自らのアイデンティティを喪失しないかどうか慎重に検討したうえでそれぞれのコミュティーにて必要なものだけを導入しているのである。2023年に放送されたドキュメンタリー『The Amish Dilemma』では農作業・酪農・木工等の加工作業・農機具修理等の溶接における動力及び電源の使用、(インターネット接続は許されないが)会計用のコンピューターや取引用のコミュニティ外への通信用携帯電話・家庭でのミシン・古い洗濯機・冷蔵庫、交通手段として電動自転車の使用が確認できるがそれぞれ内燃機や太陽光発電による自家発電が使用されていた。
アーミッシュがあまり生活について語らないため謎に包まれている部分もある。写真撮影は宗教上の理由から拒否されることが多い。ただし、これらの宗教上の制限は成人になるまでは猶予される。
アーミッシュの子供は、16歳になると一度親元を離れて俗世で暮らす「ラムスプリンガ」（発音は、時に「ルームスプリンガ」ないし「リュームスプリンガ」）という期間に入る。ラムスプリンガでは、アーミッシュの掟から完全に解放され、時間制限もない。子供達はその間に酒・タバコ・ドラッグなどを含む、多くの快楽を経験する。そして、18歳成人になる（ラムスプリンガを終える）際に、一年の間、アーミッシュのコミュニティから離れた後にアーミッシュのコミュニティに戻るか、アーミッシュと絶縁して俗世で暮らすかを選択する事が認められているが、ほとんどのアーミッシュの新成人はそのままアーミッシュであり続けることを選択するといわれる。この模様は『Devil's Playground』というドキュメンタリー映画の中で語られている。ただし、2004年のアメリカのテレビ番組『アーミッシュ・イン・ザ・シティ』の中で、アーミッシュの子供達をアーミッシュの居住地域から離れた、大都会であるロサンゼルスに連れて行き大学生の生活をさせると、自分の人生の可能性に気付き、彼らの内9割以上が、俗世に出ることを選択したという出来事もある。

## 言語
アーミッシュの言語はドイツ古語（初期新高ドイツ語）の一派が第二次子音推移を経た高地ドイツ語のうち上部ドイツ語に属するアレマン諸語やその一方言であるスイスアレマン語およびアルザス語などがアメリカドイツ語と融合したペンシルベニアアレマン語を基本とする。
しかし、現在のドイツ南西部にいるアレマン人の言語はペンシルベニア・アレマン語の話者にとって、きわめて困難かつ理解できない言語である。前述のとおり、ペンシルベニア・アレマン語はアメリカ内で上部ドイツ諸語およびアメリカドイツ語などが複雑に融合して形成された言語であり、従来のアレマン諸語のシュヴァーベン方言、スイスアレマン方言（ドイツ語圏）、アルザス語などの話者と会話をしても、標準ドイツ語の影響を受けたこれらの言語は、まったく通じない言語である。
そのため、彼らは「外の世界」とのコミュニケーションのためにアメリカ英語の言語を使用する傾向がある。

## 芸術
アーミッシュキルトが有名で、着古した服の端切れを集めて作られる。スイスを離れ、北米に移住する前に一時期隠遁生活を送っていたフランスのアルザス地方にあるかつて銀が採れたボージュ山脈の谷間の村、Sainte-Marie-aux-Mines（サント・マリー・オ・ミン）は、現在でもパッチワークの発祥地として有名で、構図がアーミッシュキルトの構図に似ているものがあることも興味深い。
アーミッシュの人形も、古切れを縫い合わせた丁寧な作りである。顔に目・鼻・口などが描かれることはないが、アーミッシュの少女は、人形を我が身の分身のように大切にするという。
コミュニティ内で家屋等建築する為木工作業にたけており、家具など日本においても人気である。
音楽は、楽器を所有したり演奏したりすることが禁じられている。理由は、個人を引き立て、虚栄心をあおる可能性があるからである。歌は斉唱である。これも個人を引き立たせることを禁じているからである。1曲歌い終わるのに15分くらいかかるものが多い。アーミッシュは「速い」よりも「遅い」ことに価値を見出しているからである。

## 農業
アーミッシュでは独自の農業を行いほぼ完全な自給自足の生活を送っている。農業は農薬や化学肥料を全く使わずアーミッシュの農作物は市場では高値で売られ一部の高級ホテルや高級レストランで重宝されている。

## 分布・人口・出生率
2015年時点でオハイオ州、インディアナ州、ペンシルヴァニア州の3州にはアーミッシュ人口の3分の2(63%)、つまり約20万人が住んでいる。
アーミッシュは世界で最も急速に成長している集団の1つであり、家族あたり平均6.8人の子供を生む  。

## その他

### 映画「刑事ジョン・ブック 目撃者」
アーミッシュの独特の生活様式は、1985年のアメリカ映画『刑事ジョン・ブック 目撃者』で取り上げられ、広く知られることとなった。
ハリソン・フォード演じる主人公の刑事ジョン・ブックが、偶然殺人事件を目撃したアーミッシュの子供を守るため、アーミッシュの家庭に身を寄せるうちにその母親と恋に落ちるという物語である。しかし、必ずしも事実に忠実に描かれているわけではないため、アーミッシュの人々の中では必ずしも好意的に受け止められておらず、実際は共同体外部の異性と恋愛をすることは現在でも皆無だと言われる。

### 性的虐待
ジャーナリストのサラ・マクルーアは2020年、記事「The Amish Keep to Themselves. And They’re Hiding a Horrifying Secret」(閉ざされたアーミッシュ社会、彼らが隠してきた「恐るべき秘密」)の中で、アーミッシュの女児が近親相姦や性的虐待の被害者となった実例をあげ、「アーミッシュのコミュニティにおける性的虐待が、世代を超えて保たれてきた公然の秘密であるということだ」「加害者はすべて、被害者自身の家族であり、隣人であり、教会の指導者たちだった」「過去20年の間、アメリカの7つの州にあるアーミッシュのコミュニティで、子供が被害者となった性的暴行事件は報告されているだけで52件。恐ろしいことに、この数字は氷山の一角にすぎないのだ」と指摘した。

### 技術災害
アーミッシュが多く居住するランカスターはスリーマイル島から南東に40キロメートルほどに位置しており、スリーマイル島原子力発電所事故（結果的には健康被害はなかったとされる事故）のような技術災害が、技術自体を好む好まずに関係なく社会全体に影響することの代表例として知られている。

### 銃撃事件
2006年10月、ランカスター郡の小学校に「神を憎む」という男が闖入し児童や教員を銃で殺傷する事件が発生し、13歳のアーミッシュの少女が、自分より小さな子供に銃口が向けられた際に身代わりとなって射殺され、その妹も銃撃された。その後彼女らの祖父は犯人に恨みを抱いていないことを表明し、犯人の家族を葬儀に招いた。(West Nickel Mines School shooting参照)

## 画像

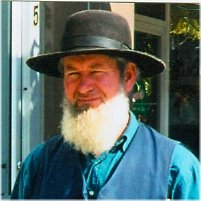
アーミッシュの男性
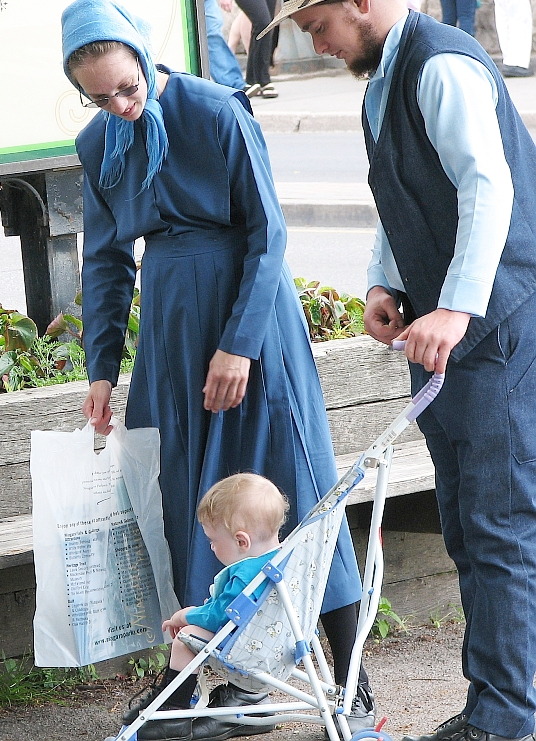
アーミッシュの家族
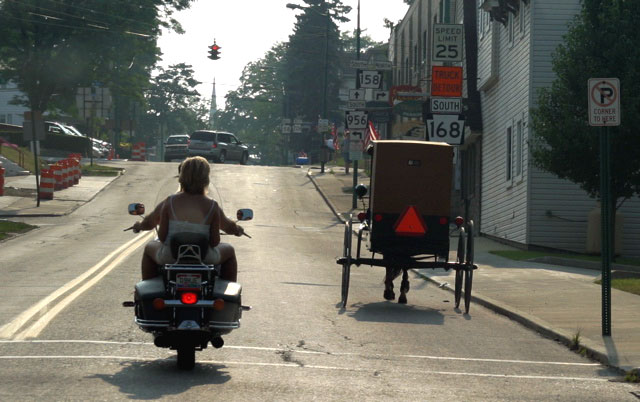
現代的な交通手段（写真左）とアーミッシュの一頭立て四輪馬車（写真右）との対比。
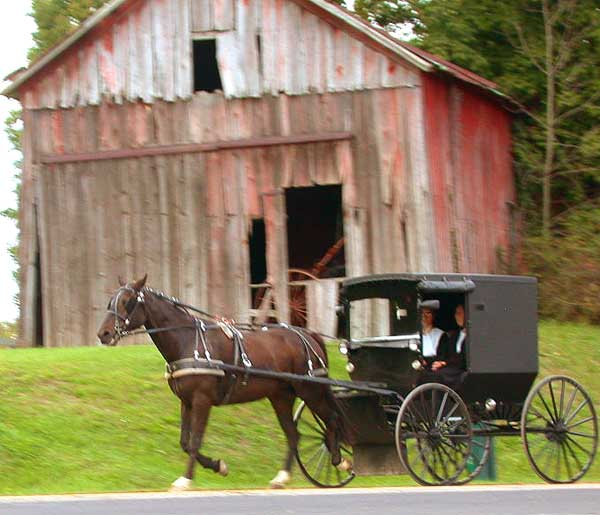
一頭立て四輪馬車（バギー）に乗るアーミッシュの夫婦（オハイオ州 2004年9月）
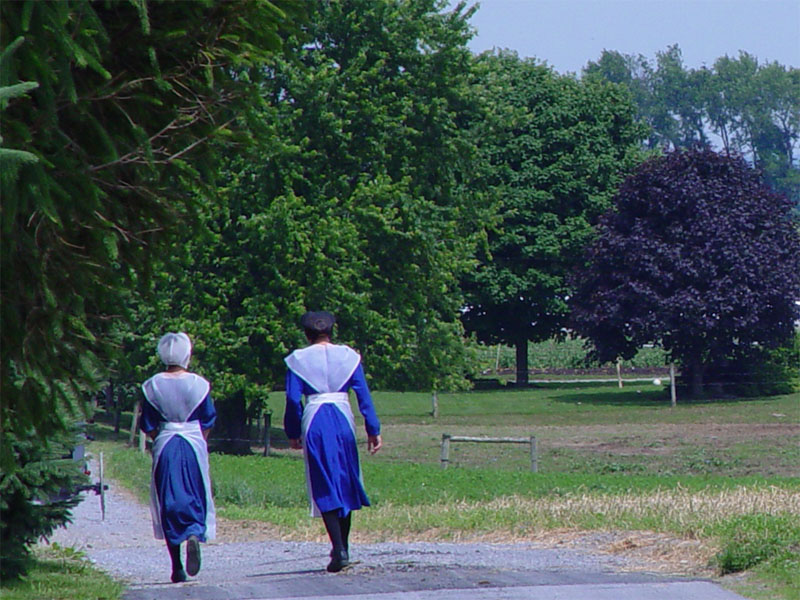
アーミッシュの女性

## アーミッシュを題材とする作品

### 映画
- 『刑事ジョン・ブック/目撃者』1985年/アメリカ
- 『キングピン/ストライクへの道』1996年/アメリカ
- 『大富豪、大貧民』1997年/アメリカ
- 『ジーパーズ・クリーパーズ』2001年/アメリカ
- 『Devil's Playground』2002年/アメリカ
- 『ヒューマン・キャッチャー/ジーパーズ・クリーパーズ2』2003年/アメリカ
- 『ヴィレッジ』2004年/アメリカ
- 『コラムニスト・サラの選択』 2007年/アメリカ
- 『ゴースト・ヴィレッジ　憑依村』 2018年/アメリカ
- 『炎の少女チャーリー (2022年の映画)』2022年/アメリカ

### ドラマ
- 『冒険野郎マクガイバー』（シーズン4 第3話「アーミッシュの村で」） 1988年/アメリカ
- 『ER緊急救命室』（シーズン10 第9話「去りし者 (原題) Missing」） 2003年/アメリカ
- 『グレイズ・アナトミー 恋の解剖学』（シーズン3 第13話「大いなる期待」） 2007年/アメリカ
- 『コールドケース』（シーズン5 第3話「儀式」） 2008年/アメリカ
- 『ボーンズ』（シーズン5 第3話「The Plain On The Prodigy」） 2009年/アメリカ
- 『マイネーム・イズ・アール』（シーズン3 第21話「夫婦円満の極意（原題）Camdenites - Part 1」） 2009年/アメリカ
- 『マイネーム・イズ・アール』（シーズン3 第22話「ビリーとカルマ（原題）Camdenites - Part 2」） 2009年/アメリカ
- 『私はラブ・リーガル』（シーズン5 エピソード13「ヒミツの終わり」）2013年/アメリカ
- Banshee シーズン1,2 2013年〜/日本未公開
- オレンジ・イズ・ニューブラック（シーズン3 第9話「カルト教祖」）

### 漫画
- 『アメリカなんて大きらい!』
- 『ゴルゴ13』（第391話「パッチワークの蜜蜂たち」；134巻収録）
- 『ラムスプリンガの情景』
- 『親愛なるジーンへ１．２』

### 書籍
- 『ペンシルバニア・ダッチ・カントリー〜アーミッシュの贈り物』 ジョセフ・リー・ダンクル 著、 主婦の友社、1995年
- 『アーミッシュの赦し―なぜ彼らはすぐに犯人とその家族を赦したのか』 ドナルド B.クレイビル著、亜紀書房、2008年
- 『アーミッシュの謎―宗教・社会・生活』 ドナルド B.クレイビル著、 論創社 、1996年
- 『アーミッシュに生まれてよかった』ミルドレッド・ジョーダン 著、評論社、1992年
- 『Crossing Over: One Woman's Escape from Amish Life』Ruth Irene Garrett、Rick Farrant著、HarperOne、2003年
- 『アーミッシュ―もう一つのアメリカ』菅原 千代志 著、 丸善ブックス、1997年
- 『アーミッシュの食卓』菅原 千代志 著、 丸善ブックス、1999年
- 『アーミッシュ・キルトと畑の猫』菅原 千代志 著、 丸善ブックス、2001年
- 『アーミッシュへの旅 私たちのなくした世界』菅原 千代志 著、 ピラールプレス2010年
- 『法廷の中のアーミッシュ　国家は法で闘い、アーミッシュは聖書で闘う』大河原眞美著、明石書店2014年
- 『アメリカ史のなかのアーミッシュ』大河原眞美著、明石書店2018年

## 音楽
- 『Amish Paradise』アル・ヤンコビック
- Amish in the jungle

## 脚註

### 註釈
1. ↑  英語発音: [ˈɑːmɪʃ]（アーミシュ）、[ˈæmɪʃ]（アミシュ）。
2. ↑  アレマン語も同様のスペルである。
3. ↑  アーミッシュの人口が多い郡の例としては、ペンシルベニア州ランカスター郡、オハイオ州ホームズ郡、インディアナ州エルクハート郡・ラグレンジ郡などが挙げられる。
4. ↑  独: Ordnung、「秩序」を意味する。
5. ↑  これに対し、メノナイトはインディアナ州ゴーシェンのゴーシェン大学、カンザス州ノースニュートンのべセル大学、バージニア州ハリソンバーグの東メノナイト大学などの大学を有し、聖書以外の高等教育も行っている点が、アーミッシュとの大きな違いの1つである。
参考: Mennonite Education Home. Mennonite Education Agency. 2021年10月13日閲覧.